# Ingrid Lafforgue
Ingrid Lafforgue (* 5. November 1948 in Bagnères-de-Luchon) ist eine ehemalige französische Skirennläuferin.

## Biografie
Ingrid Lafforgue ist die Zwillingsschwester von Britt Lafforgue und Tochter von Maurice Lafforgue (1915–1999) und der schwedischen Skirennläuferin May Nilsson (1921–2009), die bei den Skiweltmeisterschaften in Zakopane 1939 Slalom-Bronze gewann.
Lafforgues größter Erfolg war der Sieg im Slalom bei den Weltmeisterschaften 1970 in Gröden, vor Barbara Ann Cochran und Michèle Jacot. Im Skiweltcup gewann sie ein Riesenslalom- und sechs Slalomrennen (der WM-Slalom von Gröden zählte auch für den Weltcup). In der Saison 1969/70 belegte sie in der Slalomweltcupwertung den ersten Platz. 1969 wurde sie französische Meisterin im Riesenslalom und 1970 im Slalom.

## Erfolge

### Weltmeisterschaften
- Gröden 1970: 1. Slalom, 2. Riesenslalom

### Weltcupwertungen
Ingrid Lafforgue gewann einmal die Disziplinenwertung im Slalom.
| Saison  | Gesamt | Gesamt | Abfahrt | Abfahrt | Riesenslalom | Riesenslalom | Slalom | Slalom |
| Saison  | Platz  | Punkte | Platz   | Punkte  | Platz        | Punkte       | Platz  | Punkte |
| ------- | ------ | ------ | ------- | ------- | ------------ | ------------ | ------ | ------ |
| 1968/69 | 5.     | 103    | 16.     | 6       | 8.           | 32           | 3.     | 65     |
| 1969/70 | 4.     | 132    | 17.     | 4       | 5.           | 53           | 1.     | 75     |

### Weltcupsiege
Lafforgue errang insgesamt 14 Podestplätze, davon 7 Siege:
| Datum            | Ort           | Land       | Disziplin    |
| ---------------- | ------------- | ---------- | ------------ |
| 23. Januar 1969  | Saint-Gervais | Frankreich | Slalom       |
| 13. Januar 1970  | Bad Gastein   | Österreich | Slalom       |
| 2. Februar 1970  | Abetone       | Italien    | Slalom       |
| 13. Februar 1970 | Gröden        | Italien    | Slalom *     |
| 22. Februar 1970 | Jackson Hole  | USA        | Slalom       |
| 1. März 1970     | Vancouver     | Kanada     | Slalom       |
| 12. März 1970    | Voss          | Norwegen   | Riesenslalom |

* Das WM-Rennen von Gröden zählte auch für den Weltcup.